# Twrch trwyth

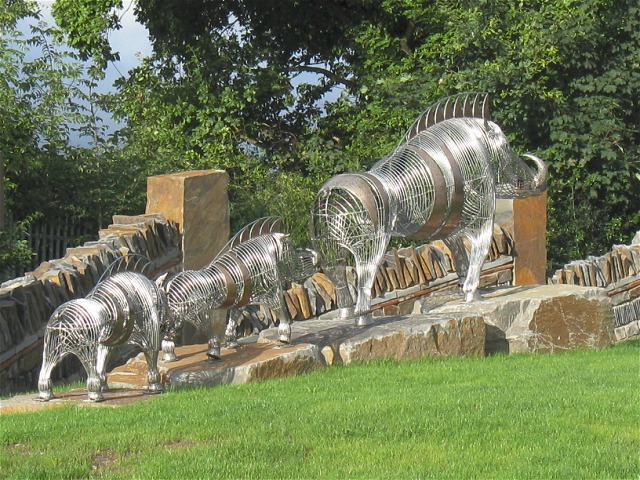
Twrch Trwyth, sculpture de Tony Woodman.

Le Twrch trwyth (gallois, prononciation [tuːɾχ tɾʊɨθ]) est, dans les Mabinogion de Culhwch ac Olwen, un sanglier blanc fabuleux qui est l'objet d'une quête pour s'emparer du peigne et du ciseau logés entre ses deux oreilles.